# Potentiometrische titratie
Een potentiometrische titratie is een titratie waarbij het eindpunt, het moment waarop voldoende reagens is toegevoegd, niet door een kleurverandering in de vloeistof wordt vastgesteld, maar potentiometrisch. Via de verandering van de potentiaal van een voor de betreffende titratie geschikte meetelektrode ten opzichte van een referentie-elektrode is het mogelijk het equivalentiepunt te bepalen. De verandering van de potentiaal van de meetelektrode laat zich goed beschrijven met behulp van de wet van Nernst.
De uitvoering van de titratie verschilt niet wezenlijk van die waarbij gebruikgemaakt wordt van een visueel eindpunt, de toevoeging potentiometrisch heeft slechts betrekking op de manier waarop het eindpunt wordt vastgesteld. Potentiometrie kan als eindpuntsmethode voor een titratie gebruikt worden als er een geschikte meetelektrode beschikbaar is die kan reageren op de verandering van de concentratie van een van de bij de titratiereactie betrokken componenten.
In alle gevallen volgt er, net als bij een visuele titratie, na het vaststellen van het equivalentiepunt een berekening waarin de analytisch belangrijke vraag beantwoord wordt.

## Soorten potentiometrische titratie
Afhankelijk van de manier waarop uit de potentiaalmeting het equivalentiepunt bepaald wordt zijn er een aantal typen potentiometrische titratie te onderscheiden.

### Eindwaarde
Deze manier van titreren lijkt het meest op de klassieke, visuele titratie. Door middel van ervaring (of een proeftitratie) wordt vastgesteld bij welke potentiaal het eindpunt van de titratie optreedt. Er wordt reagens toegevoegd tot de eindpotentiaal bereikt is. Vooral in de zuur - base - titratie benadert deze manier van werken de wijze waarop met een indicator gewerkt wordt. In beide gevallen wordt tegen dat de eindwaarde (potentiometrisch) of eindkleur (visueel) bereikt wordt met kleinere volumes toegevoegd reagens gewerkt. Handmatig heeft deze manier van werken weinig voordeel ten opzichte van de visuele eindpuntsbepaling, maar na de introductie van de titrator, een computer gestuurde titratie-opstelling, wordt deze methode weer meer en meer toegepast. Het belangrijkste verschil van deze vorm van potentiometrische titratie ten opzichte van de grootste sprong methode is dat er echt in het equivalentiepunt gestopt wordt met titreren.

### Grootste sprong
Vanuit de theorie van titraties is aan te tonen dat de verandering van de potentiaal van de meetelektrode in het equivalentiepunt maximaal is. Om te kunnen vaststellen of de verandering in de potentiaal inderdaad maximaal is, moet een stukje voorbij het equivalentiepunt ook een aantal metingen gedaan worden. Dit is het verschil met de eindwaarde methode. Vervolgens zijn er een aantal methoden om uit de meetwaarden tot een equivalentiepunt te komen. Vooral voor de tijd van de computer vormden de procedures die hierbij gevolgd dienden te worden een belangrijk onderdeel van de training van de (aanstaande) analist. Sinds de invoering van de computer en de titrator worden deze algoritmen meer en meer in de microprocessor uitgevoerd.
De verschillende rekenwijzen gaan allen uit van het nemen van kleine stapjes (kleiner dan 0,1 mL) in het toevoegen van het reagens rond het equivalentiepunt. Na elke toevoeging van reagens wordt gewacht tot de Millivoltmeter tussen de twee elektroden een stabiele waarde aangeeft. Deze waarde wordt genoteerd (handmatige titratie) of opgeslagen voor later gebruik (automatische titratie).

#### Grafisch
Deze methode dateert uit het begin van de potentiometrische titraties, het interbellum. In een grafiek worden de verzamelde meetwaarden uitgezet, de gemeten potentialen tegen het gebruikte volume reagens. Vervolgens worden aan de grafiek twee evenwijdige raaklijnen getekend, en de middenparallel van die raaklijnen. Waar de middenparallel de curve snijdt ligt het equivalentiepunt. Deze methode heeft een aantal nadelen:
- de kwaliteit (betrouwbaarheid) van het equivalentiepunt hangt samen met de kwaliteit van de analist als tekenaar van grafieken.
- de grootte van het equivalentiepunt kan door verschillende analisten, zelfs op basis van dezelfde grafiek (iets) anders afgelezen worden. Bij gehaltebepalingen van monsters van een grote hoeveelheid materiaal (bijvoorbeeld een mammoettanker) kan ook een op zich genomen heel klein verschil al snel tot grote verschillen in geld leiden.
- de tijd nodig om van eerste handeling tot een equivalentiepunt te komen wordt langer door de noodzaak van het tekenen.
- toevallige factoren als de scherpte van het gebruikte potlood of de hardheid ervan.[2]

#### Tweede Afgeleide
De methode van de tweede afgeleide ondervangt een groot deel van de hierboven genoemde nadelen. De methode van de tweede afgeleide berust op de volgende wiskundige eigenschappen:
- in het steilste punt van de titratiecurve is de eerste afgeleide maximaal.[3]
- de eerste afgeleide stijgt voor het equivalentiepunt en daalt na het equivalentiepunt.
- de afgeleide van de eerste afgeleide van de titratiecurve, de tweede afgeleide, is dus voor het equivalentiepunt positief, na het equivalentiepunt negatief. Waar de tweede afgeleide van teken wisselt ligt het equivalentiepunt.

Hoewel het niet echt mogelijk is om de eerste en de tweede afgeleide van de titratiecurve exact te berekenen, is er wel een algemeen geaccepteerd algoritme voor een goede benadering beschikbaar. Ten aanzien van deze methode zijn de volgende opmerkingen te maken:
- Het grote voordeel van deze methode is dat, nadat de potentialen tijdens de titratie zijn opgenomen, er een compleet rekenkundige route ligt tussen meetwaarden en equivalentiepunt, en daarmee naar het antwoord op de analytische vraag. Deze route is algemeen geaccepteerd, en leidt dus niet tot discussie achteraf. De methode laat zich makkelijk in een computerprogramma vertalen.
- Kenmerk van de methode is dat, door het algoritme, de meetwaarden direct voor en direct na het equivalentiepunt een erg grote bijdrage levert aan de uiteindelijke waarde ervan. In het geval van eenvoudige titraties met een scherp omslagpunt is dat een voordeel, maar bij gecompliceerde titraties met een minder scherp omslagpunt kan dat een nadeel zijn omdat toevallige fouten in de metingen rondom het equivalentiepunt een grote verstorende invloed kunnen hebben.

#### Gran's plot
Voor gecompliceerde titraties met een onscherp omslagpunt is Gran's plot een meer geschikte methode voor het bepalen van het equivalentiepunt.
Dezelfde theorie die aangeeft dat het equivalentiepunt in het steilste deel van de titratiecurve ligt, geeft ook aan dat de reciproque waarden van de eerste afgeleide voor het equivalentiepunt een rechte, dalende lijn vormen, terwijl na het equivalentiepunt een ook rechte, maar stijgende lijn gevonden wordt. De volume-coördinaat van het snijpunt van de twee lijnen is het gezochte equivalentiepunt. Kenmerken van deze methode zijn:
- De gebruikte lijnen worden op basis van een aantal punten bepaald. Het zwaar doorwegen in de betrouwbaarheid van één meetpunt wordt hiermee voorkomen.
- Het gebruikte algoritme is, net als dat voor de methode van de tweede afgeleide algemeen geaccepteerd.
- De methode laat zich makkelijk tot een computerprogramma vertalen.
- Vergeleken met de methode van de tweede afgeleide is Gran's plot gevoeliger voor systematische fouten maar minder gevoelig voor toevallige fouten.

Tot de algemene introductie van de computer vertoonde deze methode weliswaar niet de nadelen van de twee eerste methoden, de noodzaak van het bepalen van de lijnen betekende óf grafieken tekenen óf een lineaire regressie uitvoeren. Tot het moment waarop deze berekeningen door een microprocessor uitgevoerd konden worden was deze methode eerder een wetenschappelijke curiositeit dan een in laboratoria toegepaste methode om equivalentiepunten te bepalen.

## Voorbeelden

### pH titraties
De toepassing van de potentiometrische titratie wordt gevonden in bepalingen waarbij zure of basische reagentie betrokken zijn. De glaselektrode, vaak direct in combinatie met een eigen referentie-elektrode in één behuizing is dan de meetelektrode.

### Argentometrische titraties
In de argentometrie worden titraties uitgevoerd met Ag+ als een van de bij de titratiereactie betrokken componenten. De potentiaal die gemeten kan worden onder invloed van het Ago/Ag+ koppel vormt de basis van de metingen.

### Titraties waarbij relatief edele metalen betrokken zijn
Naast zilver zijn ook specifieke titraties beschreven waarin andere relatief edele metalen op gelijksoortige wijze gebruikt worden zoals Cu2+ en Pb2+.

### Redoxtitraties
Ten behoeve van redoxtitraties waarbij (bijna) alle bij de redox-reactie betrokken componenten in oplossing zijn en blijven wordt Platina als meetelektrode gebruikt. Dit betreft bijvoorbeeld reacties van MnO4— met Fe2+ of jodo- of bromometrische titraties.

## Verwijzingen in de tekst
1. ↑  Bij een bepaling met betrekking tot schoonmaakazijn is het niet belangrijk bij welke waarde het equivalentiepunt gevonden werd, de VWA moet vaststellen of er voldoende azijnzuur in het product aanwezig is.
2. ↑  Met een zacht potlood wordt een snijpunt al snel een 'snijplein'.
3. ↑  Voor een dalende curve minimaal. Dit heeft, op het teken na, geen effect op het betoog.